# Милославичи (Климовичский район)
Милославичи (бел. Мілаславічы) — агрогородок в Климовичском районе Могилёвской области Белоруссии. Административный центр Милославичского сельсовета.

## История
Первое упоминание Милославичей - XVI век. 
Происхождение названия деревни связано с легендой посещения русской императрицей Екатериной II этой деревни. Она была восхищена хорошим приемом местных жителей и воскликнула: «Как здесь мило и славно!». 

## География
Расположен на реке Ипуть в 23 км от Климовичей, в 140 км от Могилёва, в 12 км от границы с Россией.

## Экономика
Работает совхоз «Милославичский», основное направление деятельности которого — животноводство. Также работают промтоварный и продовольственные магазины, кафе-бар, почтовое отделение связи, отделение ОАО «Беларусбанк», участок УКП «Коммунальник», Милославичское лесничество.

## Образование и здравоохранение
В Милославичах работают средняя общеобразовательная школа на 260 мест и детский сад на 32 места. В сфере здравоохранения работают аптека и участковая больница.